# Sporting Limburg
Sporting Limburg, nizozemski profesionalni nogometni klub, postojao samo na papiru. Posljedica je da je 8. travnja 2009. poništen je projekt spajanja.
Trebao je nastati spajanjem Fortune Sittard i Rode i sjedište bi bilo u Sittardu i Kerkradeu. Za domaće je utakmice klub trebao služiti se Rodinim stadionom Parkstad Limburg Stadion. 
Sve je zastalo jer vlasti nisu htjele otpisati dugove Fortuni.
Još od 1992. uprava Rode razgovarala je sa susjedom Fortunom Sittard, te MVV-om i VVV-om o spajanju radi stvaranja novog kluba, imena FC Limburg. Pismo namjere objavili su Roda i Fortuna studenoga 2008. i rane 2009. našlo se financijsku poleđinu za šemu, ali je stvar propala.
Pokrajina Limburg loše je krenula u novo tisućljeće s nogometom. Fortuna Sittard zadnji put je bila u najvišem razredu Eredivisie 2002. a vremenom si je nakupila pet milijuna eura duga. Roda JC je potnula u začarani krug loših rezultata i bila je u opasnosti od ispadanja iz lige. VVV Venlo je bio drugoligaš koji nije bio prijetnja velikima. MVV Maastricht od 2000. nije vidio viših dosega.
Limburg i nizozemski nogometni savez su odlučili nešto napraviti. Guverner pokrajine Limburga Léon Frissen je siječnja 2008. je iznio malo vjerojatno rješenje problema: spajanje triju klubova iz pokrajine. Fortuna, MVV i Roda bi po tom planu postali jedan klub pod imenom Sporting Limburg. Novi bi klub ušao 2009./10. u Eredivisie a cilj bi bio ostati u ligi. Pokrajinski poduzetnici bili su spremni poduprijeti spajanje.  Financijska kriza činila je svoje. Iz ponosne pokrajine Limburga, kolijevke profesionalnog nogometa u Nizozemskoj, koja je dala prvi profesionalni nogometni klub u Nizozemskoj - Fortunu, ljudi su selili u veće gradove za zapadu, što je povećavalo praznine u klupskim proračunima. Uz to je Grad Maastricht spasio MVV od bankrota koji je visio. Uprave Rode, Fortune i MVV-a poduzele su akciju za moguće spajanje u FC Limburg, nakon što su odbili takve prijedloge od subjekata izvan njihova kruga 1996. godine te su potajice pregovarale. Nešto slično poduzeli su sjeverniji klubovi Heerenveen i FC Groningen. Naposljetku su limburški klubovi napustili plan, premda je po nekim anketama skoro 80% Limburžana glasovala za to. Dagblad de Limburger  bio je sproveo anketu i 65% južnolimburških ljubitelja nogometa bilo je za FC Limburg. Jedna anketa među vlasnicima sezonskih ulaznica Roda JC davala je da 77% onih koji su bili protiv fuzije.
Jedna je prepreka bila nepremostiva. Svi klubovi koji bi se po tom planu trebali spojiti bili su ljuti takmaci, navijači tih klubova međusobno su se mrzili. Fortunini navijači bojali su se da će ih moćnija Roda progutati. Roda nije željela rastočiti sve što je stekla. Spajanje s omraženim protivnicima nisu mogli ni htjeli zamisliti. Slučaj je postao tema nizozemskog tiska. Kad je Fortuna dosegnula financijsko dno, Frissenov prijedlog postao je nešto što se moglo progutati. Uprava MVV Maastrichta protivila se bilo kakvom spajanju. Budući da VVV Venlo nije ni bio baš zamišljenim dijelom projekta, sve je ostalo na Fortuni i Rodi.  Predsjednik Nizozemskog nogometnog saveza Henk Kesler pretpostavio je da će se MVV prirodno pridružiti tom fuzijskom klubu poslije.  Politika je htjela spajanje, navijači ne. Navijačka reakcija bila je borbena. Nasilne su činove napravili nad imovinom uprava i policija je morala štititi uprave od prijetnja. Studenoga 2008. uprave Rode i Fortune dogovorile su početak spajanja, a navijačka reakcija bilo je snažno nasilje na objema međusobnim utakmicama tih klubova. Fortuna je bila financijski očajna. Nadzorno tijelo nizozemskog nogometnog saveza odlučilo je do sredine tog mjeseca otkazati profesionalnu licenciju Fortuni. Klub je izjavio da im je jedina šansa opstanka ako se spoje s Rodom u novoj sezoni. Glavna nogometna upravna skupina u Limburgu, komisija uspostavljena radi ispitivanja budućnosti nogometa u pokrajini ratificirala je spajanje veljače 2009. godine. Općinska uprava Sittard-Geleen izjavila je da neće poništiti nikoji Fortunin dug. Nasuprot njima, općinska uprava Kerkrade bila je voljna pomoći Rodi. Sve je to proturječilo strogim uvjetima spajanja dvaju klubova, a to je bilo da u potpunosti otplate svoje dugove. Pokrajina je tako uvjetovala. Novi je klub zaživio 2. travnja, kad su se dogovorile uprave Fortune i Rode. Sljedećeg dana objavljen je godišnji proračun kluba od 14 milijuna eura, od čega bi 3 milijuna eura potpore stiglo iz javne uprave, ukupno 6,5 milijuna eura kroz četiri godine.
Poslovnim planom bilo je predviđeno da proračun naraste do 20 milijuna eura 2013. godine. Sastavi koji su se tvrdo držali izvan spajanja ili nisu bili uračunati, MVV i VVV odjednom su se osjetili zaknuti i uputili su pritužbu pokrajinskim vlastima. I kandidati MVV i VVV su htjeli novac od lokalne uprave, ali one su imale svoje mišljenje. Ishod svega bio je da je službeno opozvana licencija klubu i Fortuna Sittard morala se povući iz profesionalnog nogometa do 30. lipnja 2009. godine. Športska pozornica išla je drugim tijekom. Pregovori o spajanju su uznapredovali i opoziv profesionalnog statusa samo je privremeno gurnulo proces korak nazad. Prožimanje dvaju klubova u novi se ubrzavalo. Uzelo se ime Sporting Limburg koje je bilo najmanje omraženo od svih prijedloga. Odlučeno je da novi klub ima potpuno žute dresove za domaće utakmice, jer i Roda i Fortuna imaju žute majice i zato što je to boja na limburškoj zastavi. Za utakmice u gostima predvidili su potpuno plave dresove.
Nakon pritužbe MVV-a i VVV-a, 7. travnja pokrajina je izglasovala da financiranje novog kluba proturječi uvjetima spajanja jer Fortuna nije zadovoljila te uvjete. Dva dana potom Skupština Limburga službeno je opozvala spajanje. Za Rodu je tu priča završila, ali ne i za Fortunu, jer ime je prijetilo gašenje. Na to su se njeni navijači organizirali radi prikupljanja novca za spasiti klub. Skupili su 5 milijuna eura prije nove sezone te je ostalo samo 600.000 eura duga. Utakmica protiv Bayerna iz Münchena riješila je ostatak i Fortuna je spašena. No komisija za licencije bila je tvrda. Sve je ovo ostavilo posljedice. Profesionalno osoblje iz kluba je otišlo i ostali su samo amateri i mladi igrači kojima je još trajao ugovor. Fortuna je ipak uspjela, i nakon intervencije KVVB-a dobila je novu licenciju.

## Vanjske poveznice
- (niz.) L1  Arhivirana inačica izvorne stranice od 9. studenoga 2018. (Wayback Machine) Geen enquête in dossier Sporting Limburg
- (niz.) [action=showItem&nieuws[itemID]=9660&reactie[action]=listItem&reactie[itemOffset]=30& Roda JC Fans][neaktivna poveznica] L1: Fusie Fortuna en Roda tot Sporting Limburg gaat door, 2. travnja 2009.